# 张业 (1963年)
张业（1963年8月—），河北辛集人，汉族，中国共产党党员。中华人民共和国政治人物、第十三届全国人民代表大会河北省代表。

## 生平
2018年，张业被选为河北省出席第十三届全国人民代表大会代表。